# 첼시 리
첼시 리(Chelsey Lee, 1989년 12월 10일 ~ )는 미국의 농구 선수이다. 불가리아 리그에서 뛰고 있다.

## 첼시 리 사태
아프리카계 미국인인 첼시 리는 할머니가 한국인 출신이라고 속여 용병선수를 인정하지 않는 대신, 부모나 조부모 중에 한국인 출신이 있으면 한국선수로 인정하던 한국여자프로농구 2015-16 시즌 부천 KEB하나은행 소속 선수로 출전하였다. 뛰어난 활약을 보이며 대한민국 여자 농구 국가대표팀 승선을 위한 특별귀화를 준비하다가 법무부에 의하여 혈통 사칭이 들통나 WKBL에서 추방되었다.

### 결과
2016년 7월 5일 열린 이사회 결과 첼시 리의 한국여자농구연맹 영구 제명 및 기록과 수상이 취소가 결정되었다. 소속팀인 부천 KEB하나은행은 장승철 구단주와 박종천 감독이 사임하였고, 2015-16 시즌 성적 말소와 상금 몰수 및 2016-17 시즌 신입선수 선발회와 외국인선수 선발회에서 각각 1·2라운드 최하위 순번(6번, 12번)을 배정받게 되었다. 또 해외동포 선수 제도가 폐지되어, 더 이상 새로운 동포 선수들이 한국여자프로농구에서 뛸 수 없게되었다. 하지만 첼시 리를 최종적으로 승인한 한국여자농구연맹은 아무 책임도 지지 않았으며, 박종천은 3개월 후인 2016년 10월 KBS N 스포츠 여자 농구 해설위원으로 복귀하였다. 또한 첼시 리가 수상한 트로피와 상금도 반환되었다는 소식은 들리지 않았다.